# صومعه بث آبه
صومعه بث آبه (انگلیسی: Monastery of Beth Abe), سریانی کلاسیک: ܒܝܬ ܥܒܐ‎; Beṯ ˁábe به معنای واقعی کلمه "خانه چوبی")، یک صومعه کلیسای مشرق است که در نزدیکی زاب بزرگ در حدود ۸۰ کیلومتر شمال شرقی نینوا واقع شده است. در حدود سال ۵۹۵ پس از میلاد توسط Rabban Jacob لاشوم تأسیس شد.